# Astragalus kokandensis
Astragalus kokandensis är en ärtväxtart som beskrevs av Aleksandr Andrejevitj Bunge. Astragalus kokandensis ingår i släktet vedlar, och familjen ärtväxter. Inga underarter finns listade i Catalogue of Life.